# 大歳神社 (下関市)
大歳神社（おおとしじんじゃ）は、山口県下関市竹崎町にある神社。旧社格は村社。

## 由緒
平安時代末期の源平合戦において、平家追討のため西国へ下った源義経が、武運の守護神・富士浅間神社の御祭神・大歳御祖大神に戦勝祈願を行った。義経は平家が布陣する彦島を望む有明山（大歳山・円山）に富士の小松を植え、篝火を焚き、二日二夜の沐浴して潔斎を行い、祈念を込めた桑の弓矢をもって平知盛の率いる平家軍に開戦の矢文を放った。
平家軍は急遽壇ノ浦に軍船を進めて戦ったが、待機していた源範頼の軍勢と義経軍の挟み撃ちにあい、平家は敗れ、義経率いる源氏軍の勝利となった。翌年の文治2年（1186年）、四軒の漁民が義経の祈願のありさまを畏敬して神祠を祀ったことが大歳神社の由来となる。
以来、武運長久の神として明治維新の際には奇兵隊旗揚げの軍旗が奉納された。大鳥居は文久2年（1862年）に白石正一郎が攘夷必勝を祈念して奉納した。

## 画像

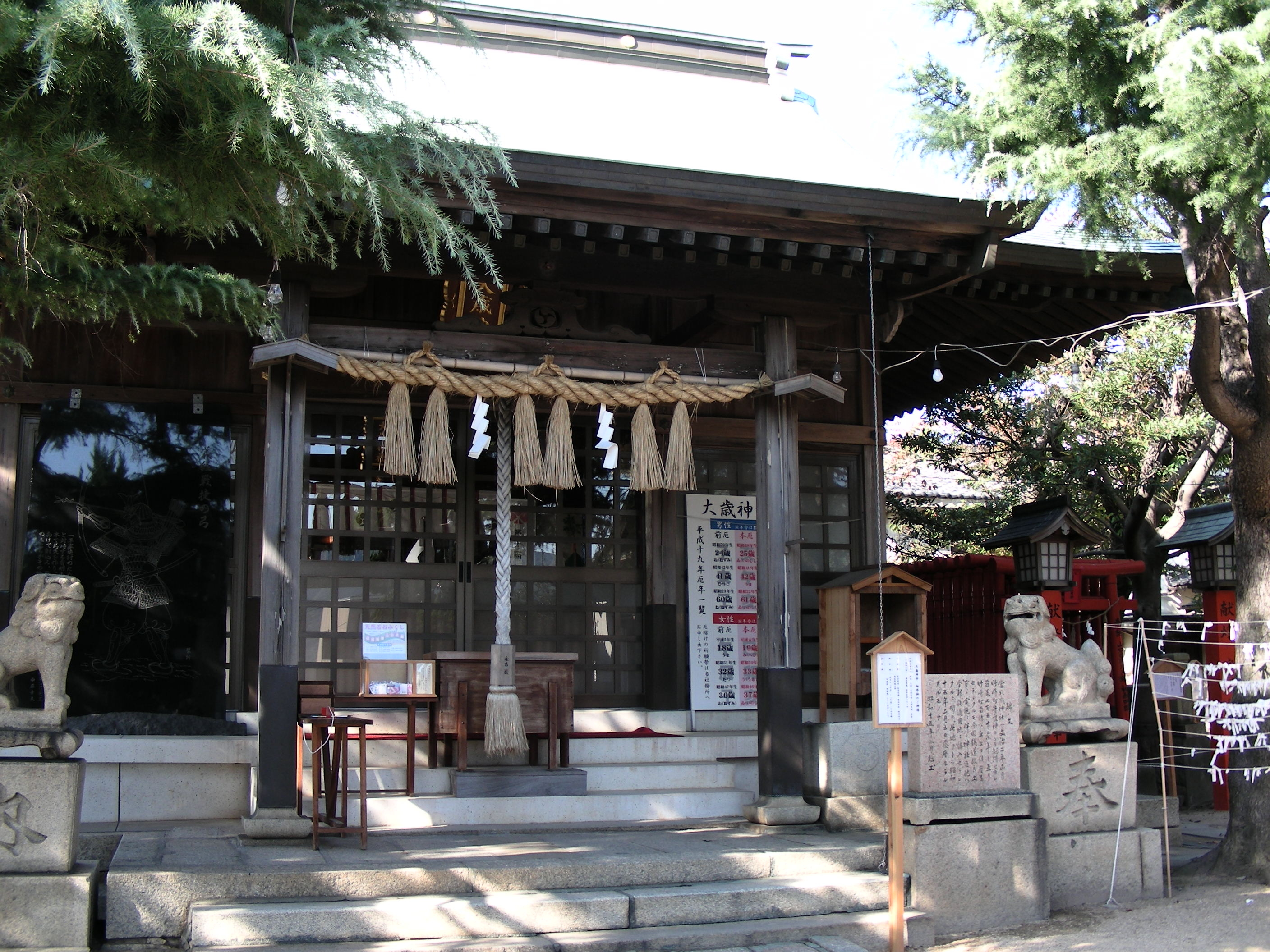
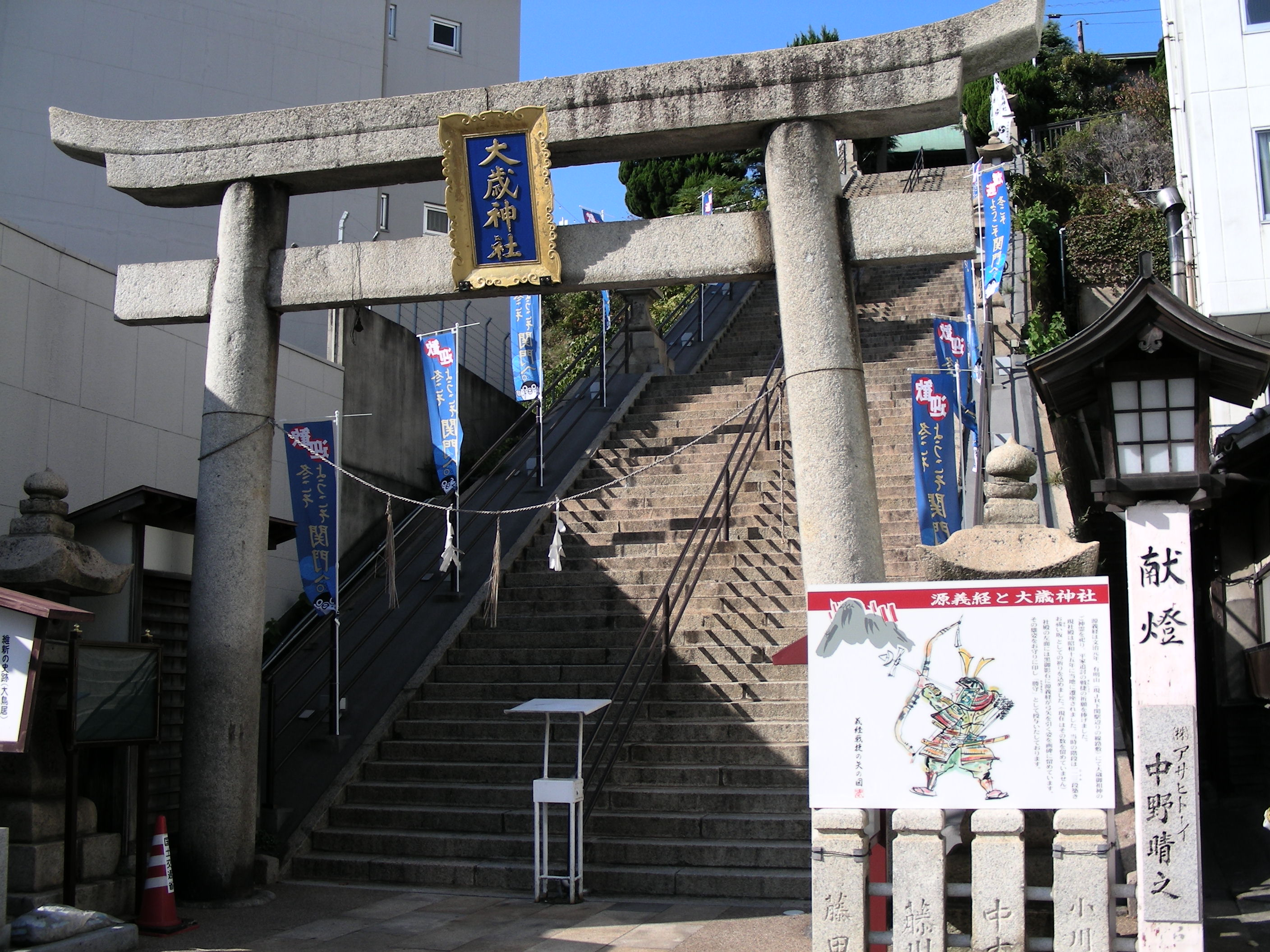
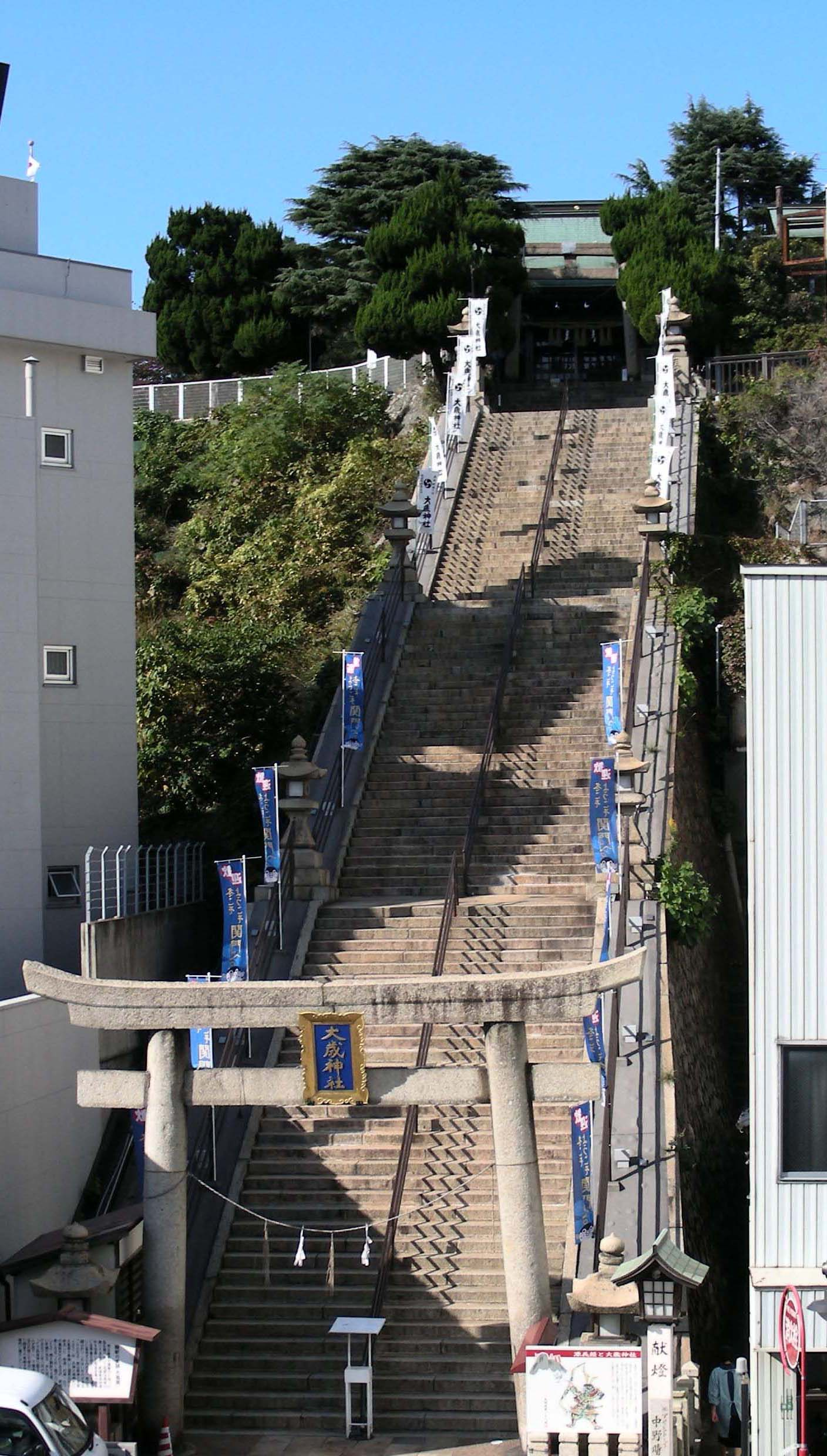

## アクセス
- 下関駅から徒歩5分